# ヌイテル?
「ヌイテル?」は、2000年2月14日に発売されたSURFACEの7枚目のシングル。

## 解説
- 表題曲は、テレビ朝日系バラエティ番組『びっくりハンター〜運命の月曜日〜』エンディング・テーマに起用された。
- 初回特典として、トレーディング・ポストカードが封入されている。

## 収録曲
1. ヌイテル?
作詞:椎名慶治、作曲:椎名慶治・永谷喬夫、編曲:SURFACE
2. 縁
作詞:椎名慶治・野口圭、作曲:椎名慶治・永谷喬夫、編曲:SURFACE
3. ヌイテル?（instrumental）
4. 縁（instrumental）